# Pierre Rivière (aviron)
Pour les articles homonymes, voir Pierre Rivière et Rivière (homonymie).
Pierre Rivière est un rameur d'aviron français.

## Carrière
Pierre Rivière remporte la médaille de bronze en deux de pointe avec Jérôme Havlik aux Championnats d'Europe d'aviron 1947 à Lucerne.